# Eriocaulon sharmae
Eriocaulon sharmae är en gräsväxtart som beskrevs av R. Ansari och Nambiyath Puthansurayil Balakrishnan. Eriocaulon sharmae ingår i släktet Eriocaulon och familjen Eriocaulaceae. IUCN kategoriserar arten globalt som akut hotad. Inga underarter finns listade i Catalogue of Life.